# Chimie instrumentale
 (avril 2024).
La chimie instrumentale est un domaine de la chimie analytique qui étudie la composition qualitative et quantitative des analytes à l'aide d'instruments scientifiques.

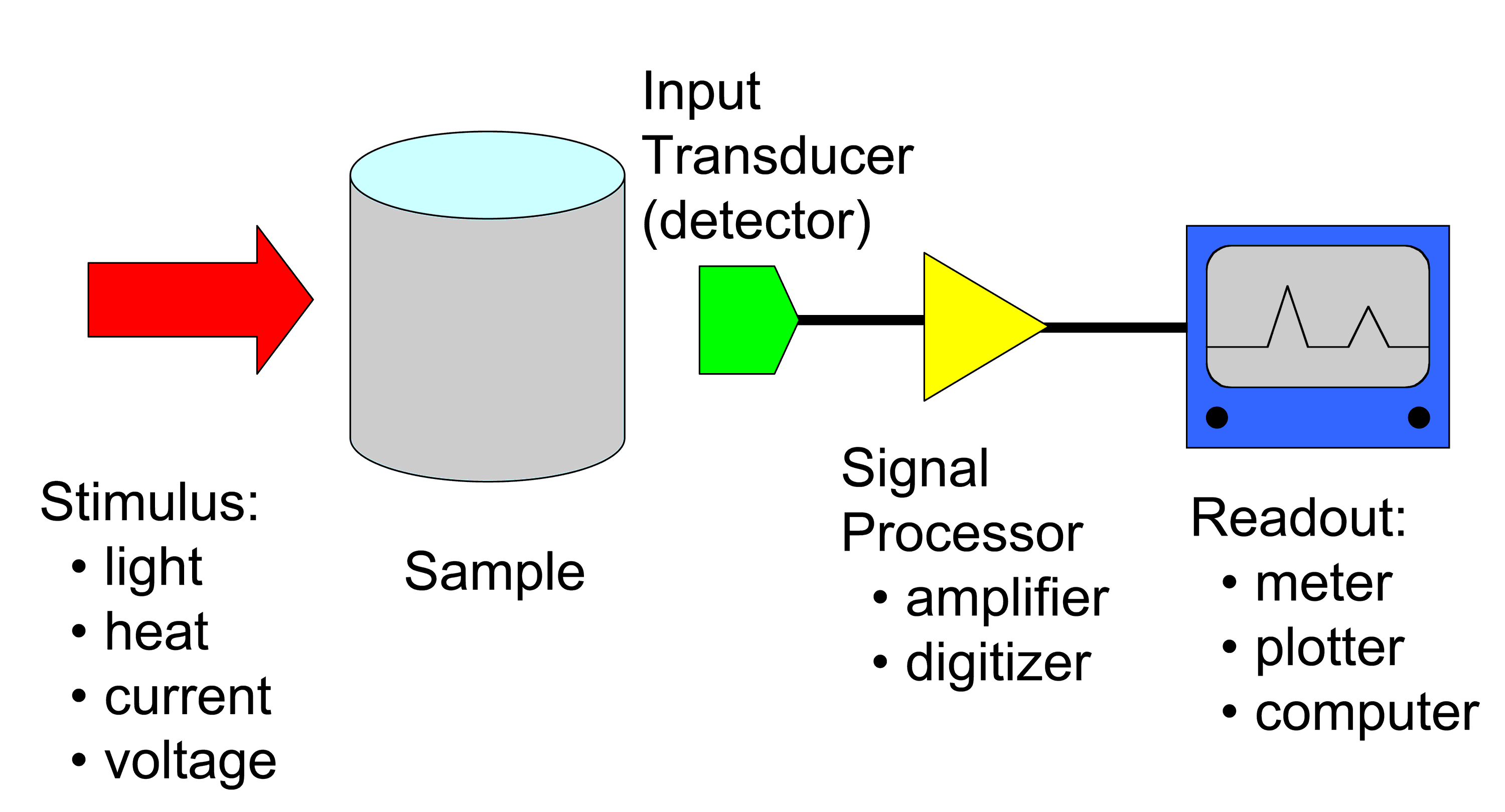
Schéma fonctionnel d'un instrument analytique montrant la mesure du signal reçu

## Spectroscopie
La spectroscopie mesure l'interaction des molécules avec le rayonnement électromagnétique.
Le spectromètre est composé généralement d'une source de lumière en cas de spectrophotométrie d'émission, une cuve pour placer l'échantillon à analyser, un monochromateur et un système de detection.
La spectroscopie comprend de nombreuses applications  telles que la spectrométrie d'absorption atomique, la spectroscopie d'émission atomique, la spectroscopie ultraviolette-visible (UV), la spectroscopie de fluorescence, la spectroscopie infrarouge, la spectroscopie Raman, la spectroscopie de résonance magnétique nucléaire (RMN), la spectroscopie de photoémission, la spectroscopie Mössbauer et la spectroscopie de dichroïsme circulaire.

## Spectroscopie nucléaire
Les méthodes de spectroscopie nucléaire utilisent les propriétés d'un noyau pour sonder les propriétés d'un matériau. Les méthodes courantes incluent :
- la spectroscopie de résonance magnétique nucléaire (RMN) : la résonance magnétique nucléaire (RMN) est une propriété de certains noyaux atomiques possédant un spin nucléaire (par exemple 1H, 13C, 17O, 19F, 31P, 129Xe…), placés dans un champ magnétique.
- la spectroscopie Mössbauer (MBS) est basée sur l'absorption de rayons gamma par les noyaux atomiques dans un solide.

## Spectrométrie de masse
La spectrométrie de masse mesure le rapport masse/charge des molécules à l'aide de champs électriques et magnétiques. Cette méthode consiste à ioniser les molécules puis les entraîner dans un champ électrique. La vitesse de ces particules est mesurée par un détecteur.
Il existe plusieurs méthodes d'ionisation : l'ionisation électronique, l'ionisation chimique, l'électrospray, le bombardement atomique rapide, la désorption/ionisation laser assistée par matrice et autres.

## Cristallographie
La cristallographie est une technique qui détermine la structure chimique des matériaux au niveau atomique en analysant la diffraction du rayonnement électromagnétique de type rayons X ou des particules déviées par les atomes du matériau.

## Analyse électrochimique
Les méthodes électroanalytiques mesurent le potentiel électrique en volts et/ou le courant électrique en ampères dans une cellule électrochimique contenant l'analyte,.
Cela en amorçant des réactions électrochimiques qui sont les phénomènes qui ont lieu à l'interface de deux systèmes conducteurs (électronique : électrodes ; ionique : solutions) lors du transfert de charge composé de un ou plusieurs électrons. Ces transferts de charges s'accompagnent de modifications des états d'oxydation des matériaux (oxydation ou réduction) et donc de leur nature physico-chimique.
Ces méthodes peuvent être classées selon les aspects de la cellule qui sont contrôlés et ceux qui sont mesurés. Les trois catégories principales sont la potentiométrie (la différence entre les potentiels des électrodes est mesurée), la coulométrie (le courant de la cellule est mesuré au fil du temps) et la voltamétrie (le courant de la cellule est mesuré tout en modifiant activement le potentiel de la cellule).

## Analyses thermiques
La calorimétrie et l'analyse thermogravimétrique mesurent la variation des paramètres chimiques et physiques d'un matériau sous l'effet de la chaleur.

## Séparation
Les procédés de séparation sont utilisés pour réduire la complexité des mélanges de matériaux. La séparation est en fonction des propriétés physico-chimiques de la phase stationnaire et la phase mobile. La chromatographie et l'électrophorèse sont représentatives de ce domaine.

## Techniques couplées
Les combinaisons des techniques ci-dessus produisent des techniques couplées,,,,. Les techniques couplées de séparation font référence à une combinaison de deux techniques ou plus pour séparer et détecter les produits chimiques des solutions. Le plus souvent, l’autre technique est une forme de chromatographie. Elles sont largement utilisées en chimie et en biochimie pour une optimisation à la fois du temps de l'analyse et de la qualité des résultats.
Exemples de techniques couplées :
- Chromatographie en phase gazeuse-spectrométrie de masse (GC-MS)
- Chromatographie liquide – spectrométrie de masse (LC-MS)
- Chromatographie liquide - spectroscopie infrarouge (LC-IR)
- Chromatographie liquide haute performance / ionisation par électrospray - spectrométrie de masse (HPLC/ESI-MS)
- Chromatographie - détection par réseau de diodes (LC-DAD)
- Électrophorèse capillaire - spectrométrie de masse (CE-MS)
- Électrophorèse capillaire - spectroscopie ultraviolet-visible (CE-UV)
- Spectrométrie de mobilité ionique – spectrométrie de masse
- Spectromètre de masse trochoïdal prolate

## Microscopie
La visualisation de molécules uniques, de cellules biologiques uniques, de tissus biologiques et de nanomatériaux. La microscopie peut être classée en trois domaines différents : la microscopie optique, la microscopie électronique et la microscopie à sonde à balayage. Récemment, ce domaine a progressé rapidement en raison du développement rapide des industries des ordinateurs et des caméras.

## Laboratoire sur puce
Ce sont des appareils très développés qui intègrent plusieurs fonctions de laboratoire sur une seule puce de seulement quelques millimètres carrés ou centimètres et qui sont capables de traiter des volumes de fluide extrêmement petits, jusqu'à moins de picolitres.